# Lomariopsis
Lomariopsis är ett släkte av ormbunkar. Lomariopsis ingår i familjen Lomariopsidaceae.

## Bildgalleri

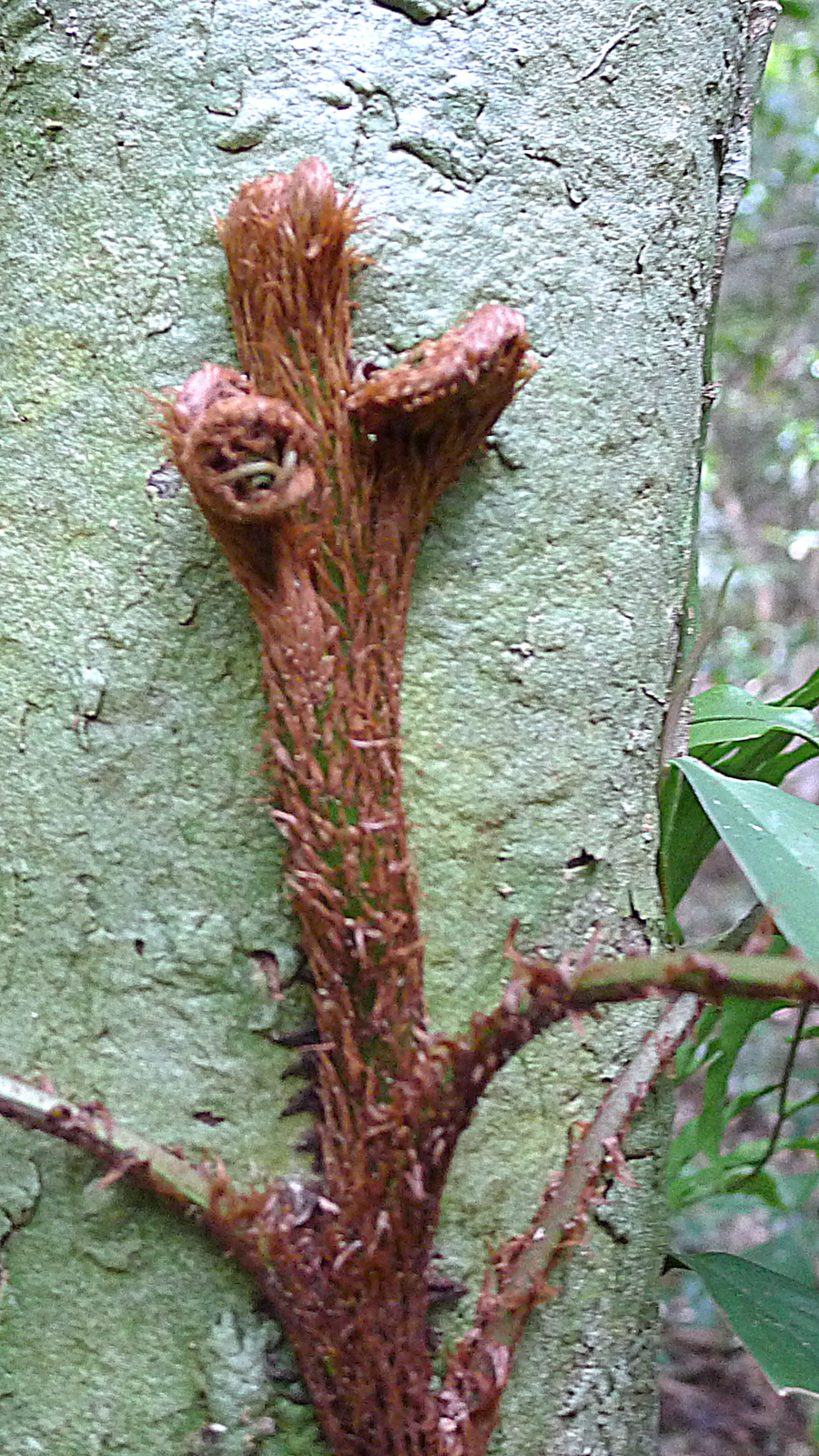
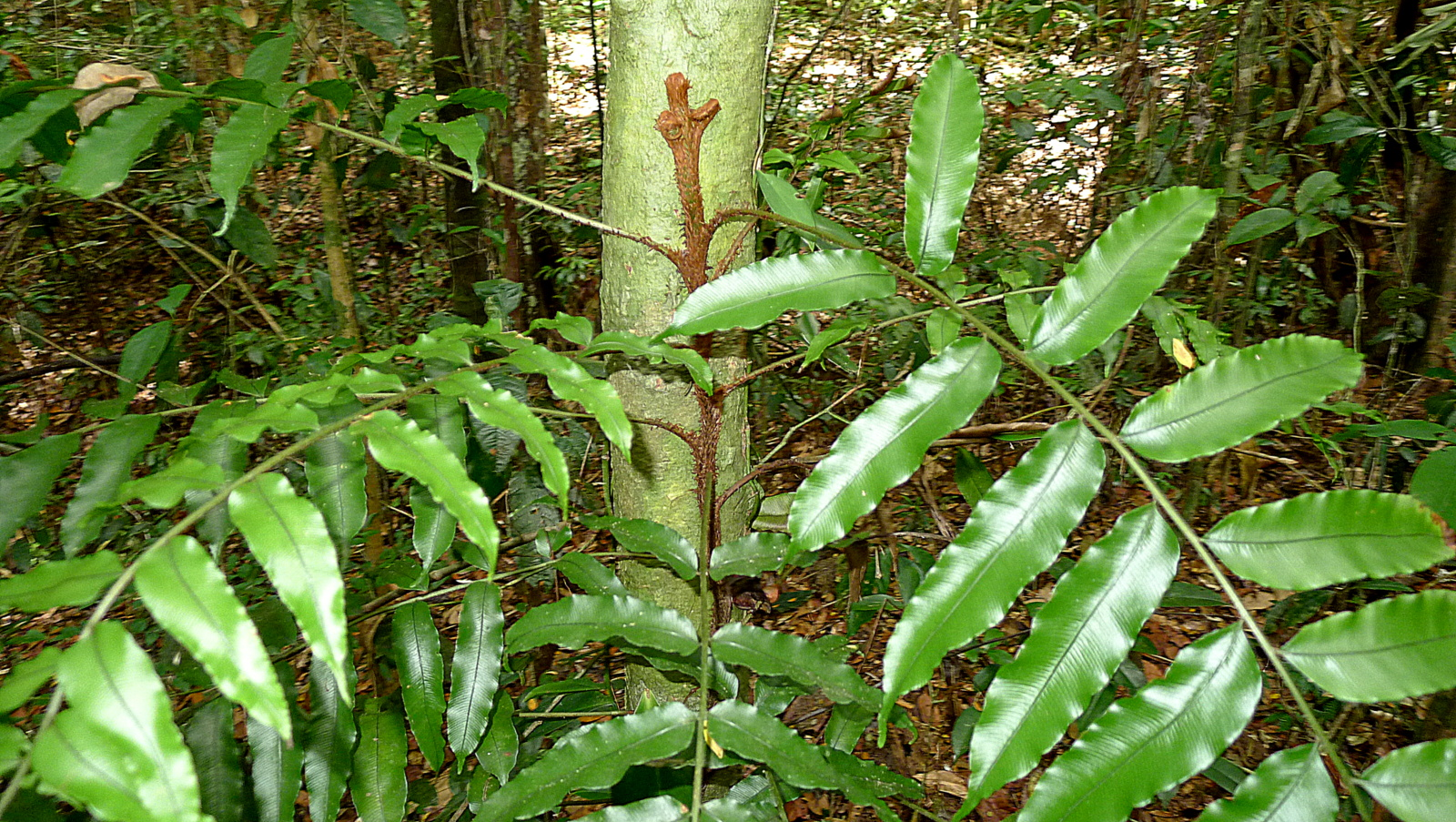
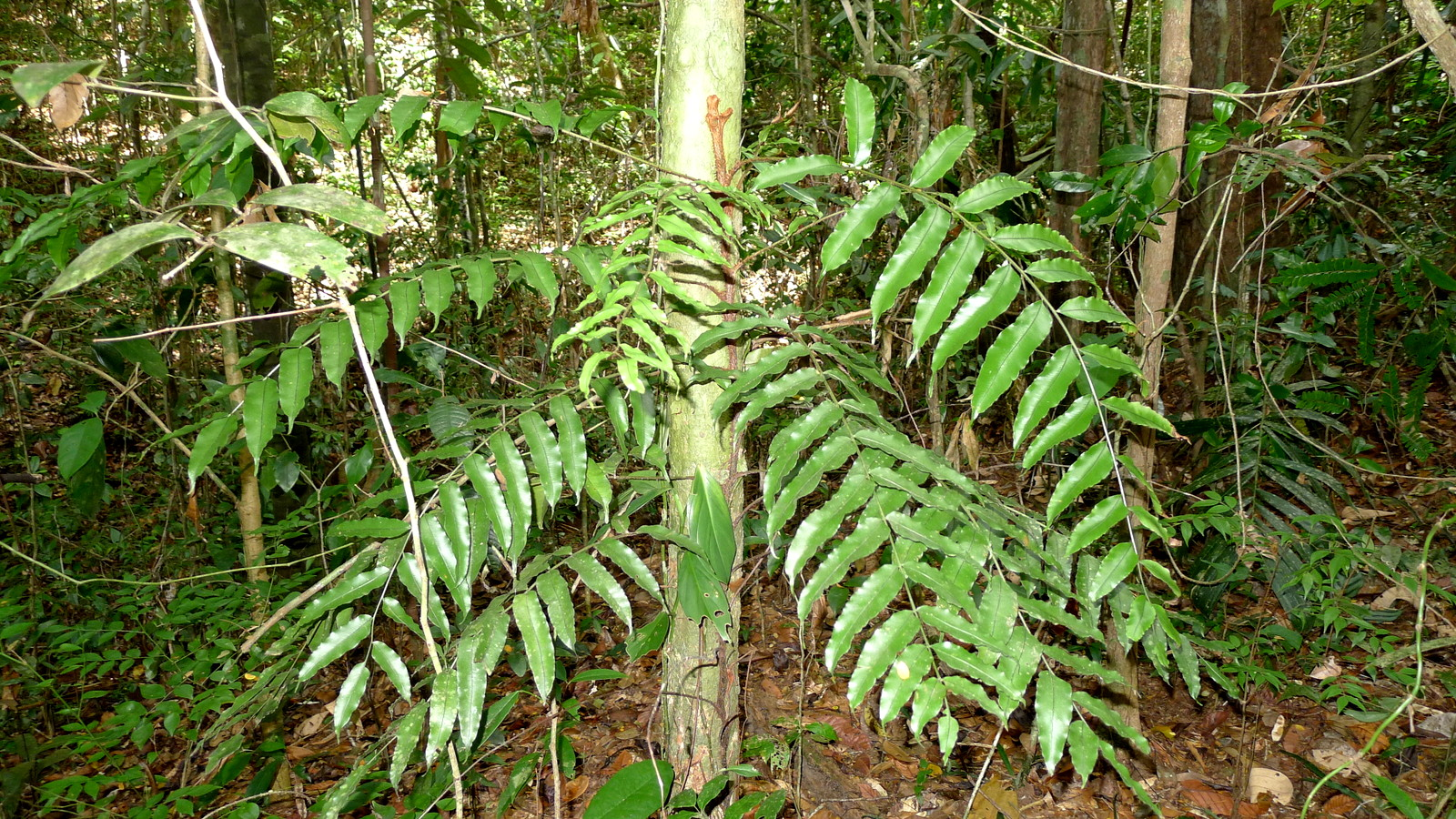

## Dottertaxa tillLomariopsis, i alfabetisk ordning[1]
- Lomariopsis amydrophlebia
- Lomariopsis boivinii
- Lomariopsis boninensis
- Lomariopsis brackenridgei
- Lomariopsis chinensis
- Lomariopsis congoensis
- Lomariopsis cordata
- Lomariopsis crassifolia
- Lomariopsis decrescens
- Lomariopsis farrarii
- Lomariopsis fendleri
- Lomariopsis guineensis
- Lomariopsis hederacea
- Lomariopsis intermedia
- Lomariopsis jamaicensis
- Lomariopsis japurensis
- Lomariopsis kingii
- Lomariopsis kunzeana
- Lomariopsis latipinna
- Lomariopsis lineata
- Lomariopsis longicaudata
- Lomariopsis madagascarica
- Lomariopsis mannii
- Lomariopsis marginata
- Lomariopsis mauritiensis
- Lomariopsis maxonii
- Lomariopsis mexicana
- Lomariopsis muriculata
- Lomariopsis nigropaleata
- Lomariopsis novae-caledoniae
- Lomariopsis oleandrifolia
- Lomariopsis orbiculata
- Lomariopsis palustris
- Lomariopsis pervillei
- Lomariopsis pollicina
- Lomariopsis prieuriana
- Lomariopsis recurvata
- Lomariopsis rossii
- Lomariopsis salicifolia
- Lomariopsis setchellii
- Lomariopsis sorbifolia
- Lomariopsis spectabilis
- Lomariopsis subtrifoliata
- Lomariopsis tenuifolia
- Lomariopsis underwoodii
- Lomariopsis variabilis
- Lomariopsis warneckei
- Lomariopsis vestita
- Lomariopsis wrightii